# Agathon ezoensis
Agathon ezoensis är en tvåvingeart som först beskrevs av Kitakami 1950.  Agathon ezoensis ingår i släktet Agathon och familjen Blephariceridae. Inga underarter finns listade i Catalogue of Life.